# Aperileptus viduatus
Aperileptus viduatus là một loài tò vò trong họ Ichneumonidae.